# Buckden (Cambridgeshire)
Buckden – wieś w Anglii, w hrabstwie Cambridgeshire, w dystrykcie Huntingdonshire. Leży 27 km na zachód od miasta Cambridge i 87 km na północ od Londynu. Miejscowość liczy 3000 mieszkańców.